# Bramac
Bramac este o companie producătoare de țigle din beton din România. Compania deține, din 2004, o unitate de producție la Sibiu, cu o capacitate de producție anuală de circa 13 milioane de țigle și are o cotă de 18% pe piața totală a învelitorilor pentru acoperiș. Firma este deținută de compania Bramac Dachsysteme International, din Austria, controlată de grupurile Wienerberger (Austria) și Lafarge (Franța).
Cifra de afaceri în 2007: 18 milioane Euro